# Törpe nappalibagoly
A törpe nappalibagoly (Panemeria tenebrata)  a rovarok (Insecta) osztályának a lepkék (Lepidoptera) rendjéhez, ezen belül a bagolylepkefélék (Noctuidae) családjához tartozó faj.

## Elterjedése
Egész Európában gyakori,  de hiányzik Észak-Skandináviában, Portugáliában, a Közép-és Dél-Spanyolországban és a legtöbb mediterrán szigeten (Szicília kivételével). Kelet-Európában eléri az Urál-hegységet, de elterjedtségének keleti határa még nem ismert.

## Megjelenése
- lepke: 19–22 mm szárnyfesztávolságú, az első szárnyak sötét barnák, közepükön és szélükön szürke sávval. A hátsó szárnyak feketések széles sárga csíkkal.
- hernyó: zömök és sárgás-zöld
- báb:  viszonylag rövid, sötétbarna. A bebábozódás a földön zajlik le és a báb telel át.

## Életmódja
- nemzedék:  egy nemzedéke faj április közepétől június közepéig rajzik. A bagolylepkefélék többségével ellentétben nappal aktív.
- hernyók tápnövényei: a tyúkhúr (Cerastium) és a csillaghúr (Stellaria), és ennél elsősorban a virág és a magok.

## Fordítás
- Ez a szócikk részben vagy egészben  a   Hornkraut-Tageulchen című német Wikipédia-szócikk fordításán alapul.  Az eredeti cikk szerkesztőit annak laptörténete sorolja fel. Ez a jelzés csupán a megfogalmazás eredetét és a szerzői jogokat jelzi, nem szolgál a cikkben szereplő információk forrásmegjelöléseként.